# 유팽조
조경숙왕 유팽조(趙敬肅王 劉彭祖, ? ~ 기원전 93년)는 중국 전한의 황족 · 제후왕으로, 경숙왕 계통의 첫 조왕이다. 경제와 가부인의 아들이자, 무제의 배다른 형이다.

## 사적
경제 2년(기원전 155년) 3월 갑인일, 다른 형제들과 함께 제후왕으로 봉해져, 처음으로 세워진 광천나라의 왕이 되었다. 서울은 신도(信都)에 두었다.
경제 3년(기원전 154년), 오초칠국의 난에 조왕 유수가 가담했다 자살하여 봉국을 폐지했었는데, 경제 5년(기원전 152년), 광천에서 왕노릇한 지 3년 만에, 다시 설치한 조나라의 왕으로 옮겨갔다. 광천나라는 폐지되었다가 4년 후에 아우 유월을 왕으로 삼아 부활했다.
조경숙왕은 궁중에 사랑하는 희첩과 자손이 많았다. 겉으로는 공손하며 아첨을 잘 했고 간교했다. 조정에서 제후국에 파견한 재상과 질이천석의 관료들이 조정의 뜻대로 통치를 하는 것은 제후왕가에 해로운 일이므로 이를 방해했다. 관료가 부임하면 공손한 태도로 친히 맞이하면서, 어려운 질문으로 실언과 기휘를 범하는 것을 유도해 기록해 두었다가 관료가 통치를 하려 하면 그것을 빌미로 협박했고, 듣지 않으면 그것을 가지고 조정에 고소했다. 이러니 60여 년에 달하는 재위 기간 중 2년 이상을 채운 재상이나 이천석이 없었고, 죄가 크면 죽었고 작으면 형벌을 당했다. 그래서 관리들은 조나라를 다스리지 못했고, 왕이 전권을 천단했다. 조나라 현에 상인들을 보내 매매를 독점해서 거둬들인 수입이 조나라의 통상 조세보다 더 많아 조나라 왕가에는 돈이 많았다. 그러나 사랑하는 희첩과 아들들에게 다 주어 탕진했다.
조경숙왕은 강도역왕의 첩이면서 의붓아들인 강도왕 유건과 간통한 요희(淖姬)를 첩으로 맞이해 매우 사랑했고, 그와의 사이에서 낳은 아들을 요자(淖子)라 하여 총애했다. 한편 경숙왕의 태자 유단(劉丹)은 자기 딸과 동복 누나와 간통했고, 자신의 객으로 있던 강충과 사이가 나빴다. 강충은 무제에게 유단의 음란을 고발했고 또 유단이 사람을 죽여 묻은 일이 있다고 했다. 무제는 유단을 폐위했고, 유단을 사로잡아 위군의 감옥에 두고 죽이려 했다. 경숙왕은 무제에게 유단이 원통한 송사를 당했다고 하고 또 유단을 흉노 정벌에 참여시켜 속죄하게 하려 했으나 받아들여지지 않았다. 나중에 유단이 사면되자 입조해서 무제의 누나 평양공주와 융려공주를 통해 유단을 다시 태자로 세우려 했으나, 받아들여지지 않았다.
조경숙왕은 궁실 축조나 복을 비는 것을 좋아하지 않았고, 이료들의 일을 좋아했다. 또 조정에 글을 올려 국중의 도적을 잡기를 원한다 하고, 항상 친히 병사를 거느리고 밤중에 한단을 사찰했다. 주변의 객이나 사신들은 조경숙왕의 횡포 때문에 감히 한단에 머물지 않았다. 친아우 중산정왕은 나라를 다스리기를 좋아하지 않고 술과 여자를 즐겼는데, 그 때문에 서로 비난하여 중산정왕은 “형은 왕으로써 관리를 대신해 통치를 오로지한다. 왕이라면 마땅히 날마다 음악을 듣고 여자를 즐겨야지!”라고 했고 조경숙왕은 “중산왕은 사치하고 음란할 뿐 천자를 도와 백성을 어루만지지 않는데, 어찌 번신이라 일컫는가!”라고 했다.
재위 63년 만인 기원전 93년에 죽었다. 당시 조경숙왕의 아들들 중 살아서 후작위를 유지한 사람들 중 무시후 유창이 가장 맏이였다. 무제의 궁중에 요희의 오라버니가 환관으로 있었으나, 그가 경숙왕의 후사로 요자와 유창을 묻는 무제에게 요자는 욕심이 많고 유창은 흠도 좋은 것도 없다고 대답해 유창이 그 뒤를 이으니, 곧 조경왕이다. 또 정화 2년(기원전 91년)에 조경숙왕의 막내아들 유언을 새로 평간나라의 왕으로 세우니, 곧 평간경왕이다.
추은령에 따라 스물네 아들에게 스물네 후국을 조나라에서 나누어 봉했다. 위문(후에 위군으로 이봉)·봉사(지금의 자오현 북서, 상산군에 복속)·유구·양참(후에 광평군으로 이봉)·한회(페이샹구 남서, 위군에 복속)·조절·동성·음성 14후국을 원삭 2년(기원전 127년) 6월 갑오일에, 한평후국(후에 광평군으로 이봉)을 원삭 3년(기원전 126년) 3월 을묘일에, 무시(한단시 남서, 위군에 복속, 후에 위군으로 이봉)·상씨(룽야오현 북, 거록군에 복속)·역(후에 호현으로 이봉) 3후국을 같은 해 4월 갑진일에, 백창(후에 중산군으로 이봉)·호(상산군에 복속) 2후국을 원삭 5년(기원전 124년) 11월 신유일에, 장북(후에 위군으로 이봉)·남련(쥐루현 남, 거록군에 복속, 후에 거록군으로 이봉)·남릉(후에 임회군으로 이봉)·학(후에 상산군에 이봉)·안단(후에 위군에 이봉)·원척(후에 제남군에 이봉) 5후국을 (기원전 124년 - 기원전 92년 사이에), 율(패군에 복속)·효(패군에 복속)·효·즉비(위군에 복속, 후에 동해군에 이봉) 4후국을 정화 원년(기원전 92년)에 아들에게 나눠줬다.

## 가계
- 전한 경제
  - 조경숙왕 유팽조
    - 폐태자 유단(劉丹)[5][3]
    - 위문절후(尉文節侯) 유병(劉丙)[8][9]
    - 봉사대후(封斯戴侯) 유호상(劉胡傷)[8] 혹 봉사공후(封斯共侯) 유호양(劉胡陽)[9]
    - 유구후(榆丘侯) 유수복(劉受福)[8] 혹 유수복(劉壽福)[9]
    - 양참후(襄嚵侯) 유건(劉建)[8][9]
    - 한회연후 유인[8][9][10]
    - 조절후 유의[8][9][11]
    - 동성후(東城侯) 유유(劉遺)[8][9]
    - 음성사후(陰城思侯) 유창(劉蒼)[8][9][11]
    - 한평후 유순[8][9]
    - 무시후(武始侯)[8][9] → 조경왕 유창[3][8]
    - 상씨절후(象氏節侯) 유하(劉賀)[8][9]
    - 역안후(易安侯) 유평(劉平)[8][9]
    - 백창대후(柏暢戴侯)[8] 혹 백양후(栢陽侯)[9][10] 유종고(劉終古)[8][9]
    - 호안후(歊安侯)[8] 혹 호후(鄗侯)[9] 유연년(劉延年)[8][9]
    - 장북후 유관[8]
    - 남련후 유타[8]
    - 남릉후 유경[8]
    - 학후 유주[8]
    - 안단후 유복[8]
    - 원척후 유당[8]
    - 율절후 유악[8]
    - 효이후 유주사[8]
    - 효절후 유기[8]
    - 즉비대후 유도
    - 평간경왕 유언[3][2]
    - 유료(劉廖)[8]

유료는 원척후 유당의 형으로 한서 왕자후표에 이름만 언급되며, 사기 건원이래왕자후자연표와 한서 왕자후표에 있는 왕자후들 중 누가 요자인지는 기록이 없다.